# Jackie Coogan
Jackie Coogan (nascido John Leslie Coogan; Los Angeles, 26 de outubro de 1914 — Santa Monica, 1 de março de 1984) foi um ator e comediante estadunidense. Começou sua carreira cinematográfica nos filmes mudos, sendo o mais conhecido é o garotinho do filme The Kid, com Charles Chaplin . Muitos anos depois, em 1960, tornou-se conhecido como o Tio Fester Addams (Tio Funéreo ou ainda Tio Chico no Brasil) do sitcom A Família Addams.

## Biografia
Coogan nasceu em Los Angeles, filho de John Henry Coogan, Jr., e Lillian Rita (Dolliver) Coogan. Começou sua carreira atuando no teatro Vaudeville e no cinema com um papel não creditado no filme de 1917 Skinner's Baby. Charlie Chaplin o descobriu no Orpheum Theatre, em Los Angeles, um teatro de Vaudeville, apresentando o Shimmy (uma dança popular na época). O garoto adorava imitar Chaplin e encantado com a sua habilidade em fazê-lo, Chaplin o contratou.
Coogan é mais lembrado por seu papel no clássico filme de Charlie Chaplin O Garoto (1921) e no papel-título de Oliver Twist (1922), dirigido por Frank Lloyd, esses papéis o tornaram uma das primeiras estrelas mirins a serem fortemente comercializados, em produtos como manteiga de amendoim, bonecos, discos, estatuetas e em diversos outros produtos. Ficou famoso por seu corte de cabelo e seu macacão velho, que foi amplamente imitado. Viajou intercionalmente e foi recebido por multidões. Muitos dos seus primeiros filmes estão perdidos ou indisponíveis, mas a Turner Classic Movies apresentou recentemente The Rag Man de 1925 em uma nova edição. Coogan tem uma estrela no Hollywood Walk of Fame em frente ao número 1654 da Vine Street, ao sul de Hollywood Boulevard.
Ele estudou até os dez anos de idade, depois foi para a Urban Military Academy e outras escolas preparatórias e em seguida várias faculdades, incluindo a University of Southern California. Em 1932 ele foi expulso da Santa Clara University por causa de notas baixas.
Em 4 de maio de 1935, Coogan foi o único sobrevivente de um acidente de carro em San Diego que tirou a vida de seu pai e seu melhor amigo Junior Durkin, um ator infantil mais conhecido como Huckleberry Finn em dois filmes de 1930.
Em novembro de 1933, Brooke Hart, um amigo próximo de Coogan de Santa Clara University, foi seqüestrado de uma loja de departamentos de propriedade de sua família em San Jose e foi levado para São Francisco. Depois de vários pedidos de resgate, a polícia prendeu Thurmond Thomas e John Holmes, em San Jose. Thurmond admitiu que Hart tinha sido assassinado na mesma noite em que foi seqüestrado. Os dois homens foram então transferidos para uma prisão em San Jose, Califórnia. Mais tarde uma multidão invadiu o presídio, Thurmond e Holmes foram enforcados. Coogan foi acusado de ter sido um dos mandantes que preparou e realizou a forca.
Como uma estrela infantil, Coogan ganhou aproximadamente 4 milhões de dólares (em valores atuais cerca de 40 milhões a 100 milhões de dólares), mas o dinheiro foi gasto por sua mãe, Lilian, e seu padrasto, Arthur Bernstein em extravagâncias, como casacos de peles, diamantes e carros. Coogan processou-os em 1938, mas com as despesas legais, ele só recebeu 126 mil dólares dos cerca de 250 mil restantes. Quando Coogan passou por tempos difíceis, Chaplin deu-lhe apoio financeiro.
A batalha legal, entretanto, chamou a atenção para atores mirins e resultou na promulgação da California Child Actor's Bill, também conhecida como o Coogan Bill ou Coogan Act. Essa lei requer que o empregador reserve 15% dos ganhos da criança em um fundo, e codifica questões como escolaridade, jornada de trabalho e folga.

## Últimos anos

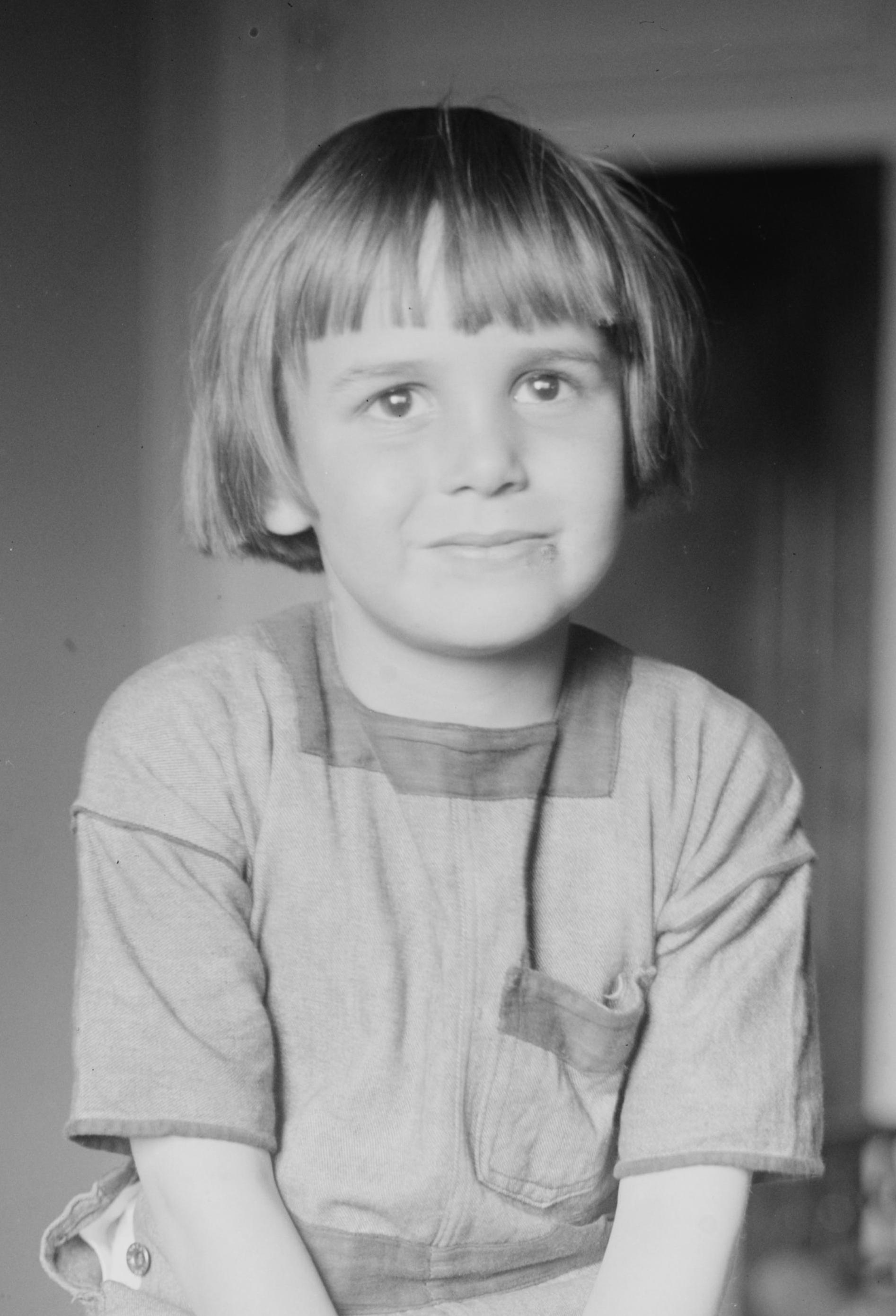
Jackie Coogan quando criança.

### Segunda Guerra Mundial
Coogan se alistou no Exército dos Estados Unidos em março de 1941.  Após o ataque a Pearl Harbor, ele solicitou a transferência para a Força Aérea do Exército dos Estados Unidos como piloto de planador, por causa de sua experiência em voos civis. Depois de se graduar na escola de planador, foi nomeado oficial e se ofereceu para o Primeiro Comando Aéreo. Em dezembro de 1943, a unidade foi mandada para a Índia, participando com as tropas britânicas, os Chindits, sob o comando do general Orde Wingate, na campanha de Burma.

### Televisão

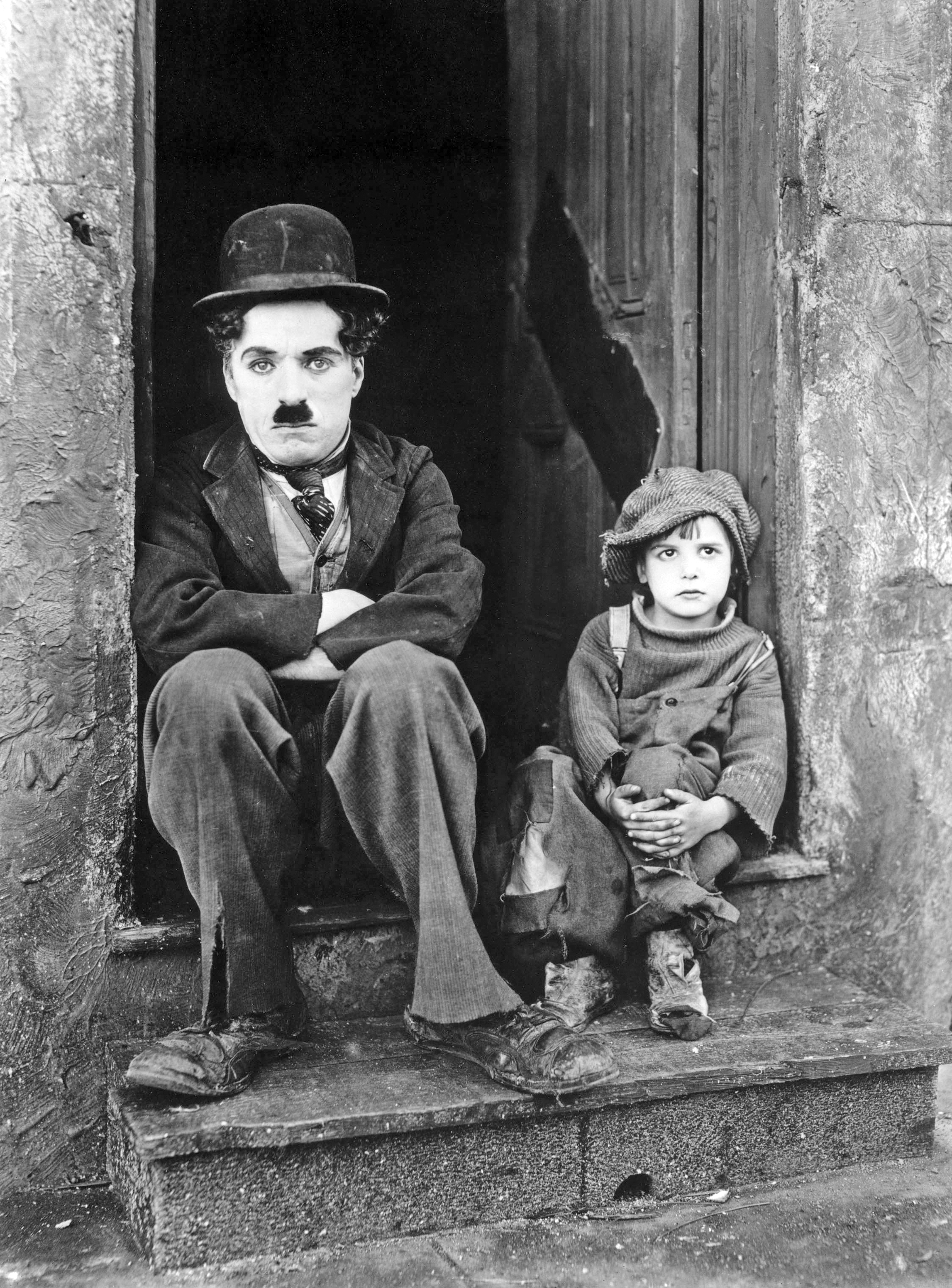
Chaplin Chaplin e Jackie Coogan em The Kid (1921).

Após a guerra, Coogan voltou a atuar na televisão, no programa Cowboy G-Men em 1952. Ele estrelou como Corbett em dois episódios do seriado da NBC The Outlaws em 1960. Em 1961, foi convidado a estrelar o episódio "The Dolls Damaged" do drama policial The Brothers Brannagan.
Coogan teve um papel regular na série da NBC McKeever and the Colonel em 1962-1963. Ele finalmente encontrou seu papel mais famoso na televisão como o Tio Fester na série The Addams Family de 1964 a 1966.
Ele apareceu como um policial na comédia Happy Girl com Elvis Presley em 1965. Ele tinha um papel no filme de 1969 Marlowe .
Além de A Família Addams, ele apareceu várias vezes nas série Perry Mason, e em Emergency!.  Ele também atuou em um episódio de The Brady Bunch, I Dream of Jeannie, Family Affair, Here's Lucy e The Brian Keith Show, e continuou a atuar como convidado em vários programas de TV até sua aposentadoria em 1970. Coogan comunicou o fim de sua carreira de ator em fevereiro de 1974, em Los Angeles,  quando afirmou: "acho que não vou sentir falta do negócio".

## Casamento e filhos
- 1. Betty Grable, se casaram em 20 de novembro de 1937, divorciaram-se em 11 de outubro de 1939.
- 2. Flor Parry, se casaram em 10 de agosto de 1941, divorciaram-se em 29 de junho de 1943
  - 1. Um filho, John Anthony Coogan (escritor/produtor de filmes), nascido em 04 março de 1942 em Los Angeles, Califórnia.
- 3. Ann McCormack, se casaram em 26 de dezembro de 1946, divorciaram-se em 20 de setembro de 1951
  - 1. Uma filha, Joana Dolliver Coogan nasceu 2 de abril de 1948 em Los Angeles, Califórnia.
- 4. Dorothea Lamphere, se casaram em abril de 1952, ficaram juntos até a morte de Coogan
  - 1. Uma filha, Diane Leslie Coogan, nascida em 24 de novembro de 1953 em Los Angeles, Califórnia.
  - 2. Um filho, Christopher Fenton Coogan, nascido em 09 julho de 1967 no Condado de Riverside, na Califórnia.

## Morte
Em 1 de março de 1984, Coogan morreu de parada cardíaca aos 69 anos no Santa Monica Medical Center, em Santa Monica, Califórnia. Foi enterrado no Culver City's Holy Cross Cemetery. 

## Filmografia Parcial
- Baby Skinner (não creditado, 1917)
- A Day's Pleasure (1919)
- The Kid (1921)
- Peck's Bad Boy  (1921)
- My Boy (1921)
- Nice and Friendly (1922)
- Trouble (1922)
- Oliver Twist (1922)
- Daddy (1923)
- Circus Day (1923)
- Long Live the King (1923)
- A Boy of Flanders (1924)
- Little Robinson Crusoé (1924)
- Hello, 'Frisco (1924)
- The Rag Man (1925)
- Old Clothes (1925)
- Johnny Get Your Hair Cut (1927)
- The Bugle Call (1927)
- Buttons (1927)
- Tom Sawyer (1930)
- Huckleberry Finn (1931)
- College Swing (1938)
- Cowboy G-Men (1952-1953)
- A Família Addams (série)(1960)
- Happy Girl (1965)